# اس‌اس اینکا
اس‌اس اینکا (به انگلیسی: SS Inca) یک کشتی بود که طول آن ۲۲۰ فوت (۶۷ متر) بود. این کشتی در سال ۱۹۰۵ ساخته شد.